# Eppe-Sauvage

Eppe-Sauvage este o comună în departamentul Nord, Franța. În 1 ianuarie 2022 avea o populație de 229 de locuitori.